# Dolores, Susupuato
Dolores är en ort i Mexiko.   Den ligger i kommunen Susupuato och delstaten Michoacán de Ocampo, i den södra delen av landet, 130 km väster om huvudstaden Mexico City. Dolores ligger 1 765 meter över havet och antalet invånare är 630.
Terrängen runt Dolores är bergig. Runt Dolores är det ganska tätbefolkat, med 58 invånare per kvadratkilometer. Närmaste större samhälle är Ixtapan del Oro, 8,8 km öster om Dolores. I omgivningarna runt Dolores växer huvudsakligen savannskog.